# Giacomo Monico
Giacomo kardinal Monico, italijanski rimskokatoliški duhovnik, škof in kardinal, * 26. junij 1776, Riese, † 25. april 1851.

## Življenjepis
21. marca 1801 je prejel duhovniško posvečenje. 
16. maja 1823 je bil imenovan za škofa Cenede in 9. novembra istega leta je prejel škofovsko posvečenje.
9. aprila 1827 je bil imenovan za patriarha Benetk.
29. julija 1833 je bil povzdignjen v kardinala in imenovan za kardinal-duhovnika Ss. Nereo ed Achilleo.
Umrl je 25. aprila 1851.